# مسلسل مدسن
مدسن (به انگلیسی: Madsen) یک مسلسل سبک است که به وسیلهٔ یولیوس راسموسن و تئودور شوبوئه طراحی شده و در سال ۱۹۰۲ میلادی به پیشنهاد ویلهلم هرمان الوف مدسن -وزیر جنگ دانمارک- در نیروی زمینی دانمارک به خدمت گرفته شد. مدسن نخستین مسلسل سبکی بود که در جهان به تولید انبوه می‌رسید. این اسلحه در ۱۲ کالیبر مختلف در بیش از ۳۴ کشور جهان به فروش رسید و بیش از صد سال در میدان‌های نبرد در سراسر جهان به خدمت گرفته شد. مدسن در شرکت ده‌ای‌اس‌ا (کمپانی مدسن) تولید می‌شد.

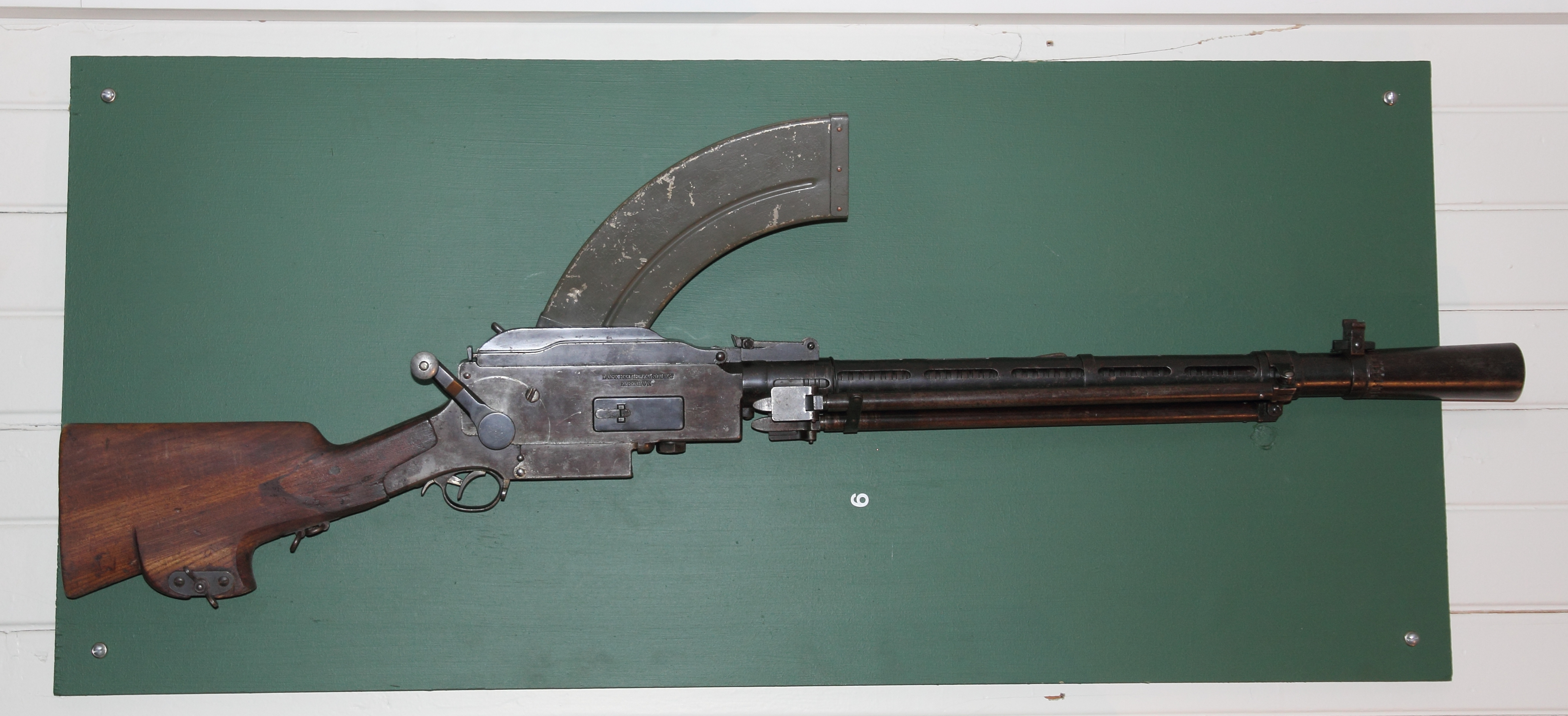
یک قبضه مسلسل مدسن، موژه پیاده‌نظام میکلی

## به‌کاربرندگان
- آرژانتین
- بولیوی[۳]
- برزیل[۴]
- بلغارستان[۵]
- کلمبیا[نیازمند منبع]
- چکسلواکی[۶]
  - لژیون چکسلواکی
- شیلی[۷]
- جمهوری چین (۱۹۴۹–۱۹۱۲)
- دانمارک
- السالوادور[۸]
- استونی
- فنلاند[۹]
- فرانسه[۵][کدام صفحه؟][۱۰]

-  French Morocco

- امپراتوری آلمان
- آلمان نازی
- مجارستان[۱۲]
- جمهوری ایرلند[۲]
- ایتالیا[۵][کدام صفحه؟]
- امپراتوری ژاپن
- لتونی
- لیتوانی[۵]}}
- نروژ[۱۳]
  - نیروی زمینی نروژ
- هلند
- پاراگوئه[۳]
- پرتغال[۱۴]
- امپراتوری روسیه[۱۵]
  - نیروی هوایی سلطنتی روسیه
- جمهوری دوم اسپانیا[۱۶]
- سوئد
- تایلند
- پادشاهی یوگسلاوی